# Антимонид неодима
Антимонид неодима — бинарное неорганическое соединение
неодима и сурьмы с формулой NdSb,
кристаллы.

## Получение
- Нагревание чистых веществ в вакууме:

{\displaystyle {\mathsf {Nd+Sb\ {\xrightarrow {2075^{o}C}}\ NdSb}}}

## Физические свойства
Антимонид неодима образует кристаллы
кубической сингонии,
пространственная группа F m3m,
параметры ячейки a = 0,6322 нм, Z = 4.